# Callochiton princeps
Callochiton princeps är en blötdjursart som beskrevs av Carpenter in Pilsbry 1892. Callochiton princeps ingår i släktet Callochiton och familjen Ischnochitonidae. Inga underarter finns listade i Catalogue of Life.